# Георгианская эпоха
Георгианская эпоха (англ. Georgian era) — период британской истории с 1714 по 1830—1837 годы, названный так в честь правивших в этот период королей ганноверской династии Георга I, Георга II, Георга III и Георга IV. Георгианскую эпоху также часто расширяют, включая в этот период относительно короткое правление Вильгельма IV, которое закончилось его смертью в 1837 году. Георгианская эпоха включает в себя подпериод, называемый эпохой регентства в честь регентства Георга IV как принца Уэльского во время болезни его отца Георга III. Переход к викторианской эпохе (период правления королевы Виктории в 1837—1901 годах) характеризовался сдвигом от рационализма к романтизму и мистицизму в религии, социальных ценностях и искусстве.
Термин «георгианский» обычно используется в контексте социальной и политической истории и архитектуры. Термином «георгианская литература» (англ. georgian literature) иногда ошибочно называют «августанскую литературу», под которой часто обозначают «августанскую драму», «августанскую поэзию» и «августанскую прозу», стиль британской литературы периода 1700-1740-х годов. Термин augustan в данном случае используется как признание влияния латинской литературы древней Римской республики.
Термин «георгианская эпоха» не применяется ко времени правления двух британских королей XX века с таким именем, Георга V и Георга VI. Эти периоды называют просто «георгианскими».

## Искусство и культура
Георгианское общество и его интересы были хорошо изображены в романах таких писателей, как Даниэль Дефо, Джонатан Свифт, Сэмюэл Ричардсон, Генри Филдинг, Лоренс Стерн, Мэри Шелли и Джейн Остин. Для этой эпохи характерна архитектура Роберта Адама, Джона Нэша и Джеймса Уайетта, а также появившийся во второй половине XVIII века стиль «готического возрождения». Прекрасными примерами самобытной георгианской архитектуры являются Новый город Эдинбурга, георгианский Дублин, Грейнджер-Таун в Ньюкасл-апон-Тайн, георгианский квартал Ливерпуля и большая часть Бристоля и Бата.
Расцвет искусства наиболее ярко проявился в появлении поэтов-романтиков, главным образом через Сэмюэля Тейлора Кольриджа, Уильяма Вордсворта, Перси Биши Шелли, Уильяма Блейка, Джона Китса, лорда Байрона и Роберта Бернса. Их работы открыли новую эру поэзии, характеризующуюся ярким и красочным языком, вызывающим воспоминания о возвышенных идеях и темах.
Картины Томаса Гейнсборо, сэра Джошуа Рейнольдса и молодых Дж. М. У. Тёрнера и Джона Констебла иллюстрировали меняющийся мир георгианского периода, как и работы таких мастеров, как ландшафтный дизайнер Капабилити Браун.
Музыка Джона Филда, Генделя, Гайдна, Клементи, Иоганна Кристиана Баха, Уильяма Бойса, Моцарта, Бетховена и Мендельсона пользовалась огромной популярностью в Англии того времени.

### Гран-тур
Расцвет Гран-туров, образовательных поездок по Европе сыновей британской верхушки, совпал с XVIII веком и связан с высшим светом Георгианской эпохи. По этому обычаю молодые англичане из высшего сословия путешествовали в Италию через Францию и Нидерланды с интеллектуальными и культурными целями. Известный историк Эдвард Гиббон писал, что Гран-тур полезен для интеллектуального самосовершенствования. Путешествие и пребывание за границей обычно занимало год или больше. В конечном итоге это привело к созданию основы для формирования в Англии коллекций произведений античного и европейского искусства, а также к распространению в Британии моды из Италии. Этот обычай, в частности, помог популяризировать стиль «макарони», которые стали последними представителями старой щёгольской культуры в Англии.

## Социальные изменения

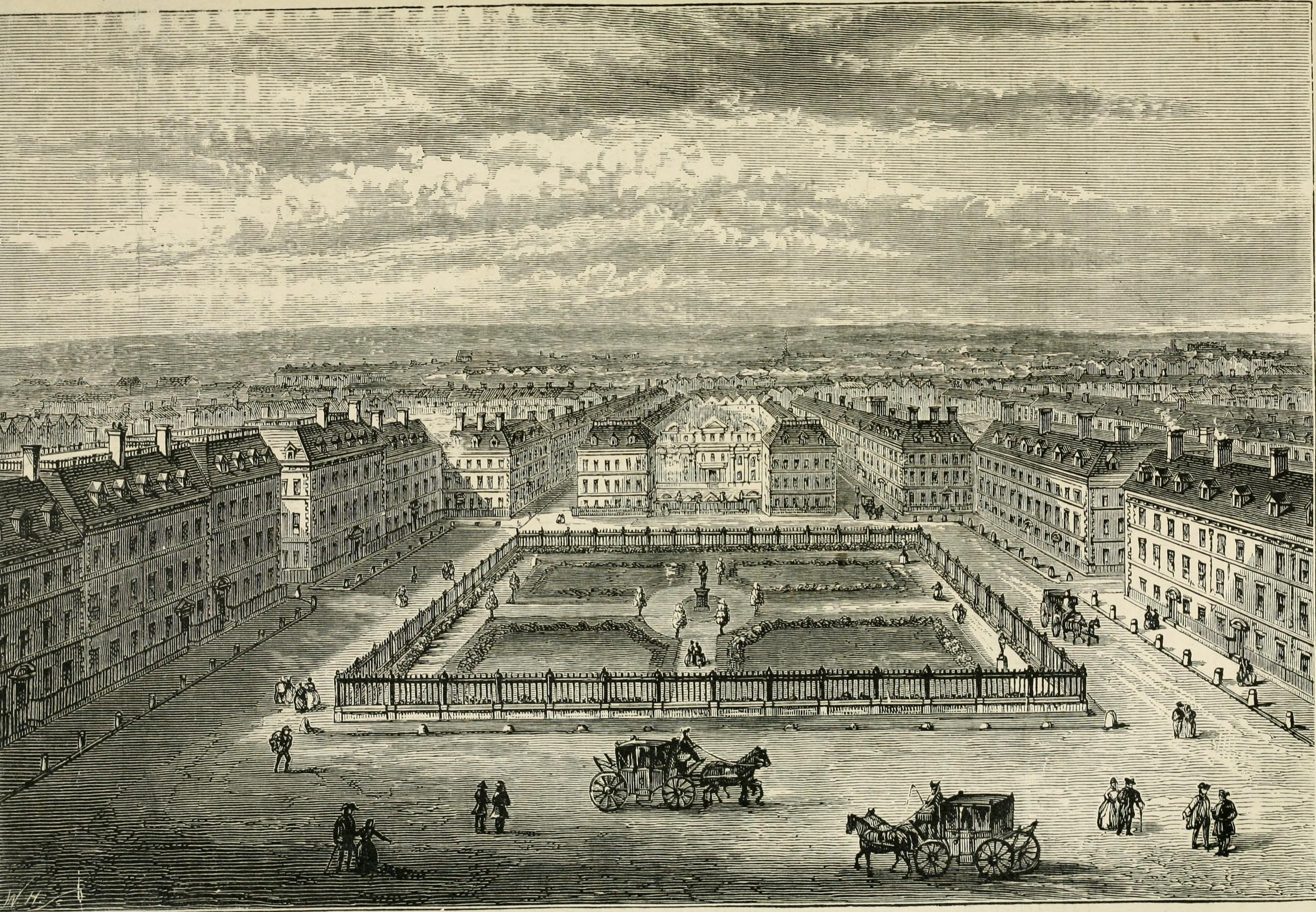
Лондон Георгианской эпохи.

Георгианская эпоха была временем огромных социальных изменений в Великобритании, связанных с началом промышленной революции, которая положила начало процессу формирования классового общества и появлению соперничающих политических партий, таких как виги и тори.
В сельской местности аграрная революция привела к упадку небольших общин и связанному с этим изменениям в миграции населения, способствовала росту промышленных центров и зарождению интегрированной транспортной системы. Поскольку многие старые города и деревни пришли в упадок и работы там стало мало, начался огромный рост эмиграции в Канаду, Тринадцать колоний (которые в эту эпоху обрели независимость) и другие части Британской империи.

### Евангелическая религия и социальная реформа
В Англии евангелическое движение внутри и за пределами англиканской церкви набрало силу в конце XVIII — начале XIX века. Движение бросило вызов традиционным религиозным чувствам, которые подчёркивали кодекс чести для высшего класса и подходящее поведение для всех остальных, а также добросовестное соблюдение ритуалов. Основатель методизма Джон Уэсли (1703—1791) и его последователи проповедовали религию возрождения, пытаясь обратить людей к личным отношениям со Христом посредством чтения Библии, регулярных молитв и особенно опыта пробуждения. Сам Уэсли проповедовал 52 000 раз, призывая мужчин и женщин «выиграть время» и спасти свои души. Он всегда действовал внутри англиканской церкви, но после его смерти его последователи создали внешние организации, которые стали со временем стали методистской церковью. Она стояла рядом с традиционными нонконформистскими церквями, пресвитерианцами, конгрегационалистами, баптистами, унитариями и квакерами. Однако нонконформистские церкви подверглись меньшему влиянию возрождения.
Англиканская церковь оставалась доминирующей в Англии, но внутри неё выросла евангелическая, возрожденческая фракция, известная как «Низкая церковь». Среди её лидеров были Уильям Уилберфорс и Ханна Мор. Получив распространение в основном в низших классах, она всё же достигла высший класс через Клэпхемскую секту. Они стремились не к политической реформе, а, скорее, к возможности спасти души посредством политических действий путём освобождения рабов, отмены дуэлей, запрета жестокого обращения с детьми и животными, прекращения азартных игр и избегания легкомыслия в субботу. По мнению евангелических христиан в глазах Бога все души были равны, но не все тела, поэтому они не бросали вызов иерархической структуре английского общества. Как отметил Р. Дж. Моррис в своей статье 1983 года, «[в] середине XVIII века Британия была стабильным обществом в том смысле, что те, кто обладал материальной и идеологической властью, могли защитить эту власть эффективным и динамичным образом», но «за двадцать лет после 1780 года эта консенсусная структура была нарушена». Таким образом, англиканский евангелизм, как утверждает историк Лиза Вуд в своей книге 2003 года, функционировал как инструмент социального контроля правящего класса, сдерживая недовольство, которое во Франции положило начало революции; тем не менее, оно содержало в себе семена для вызова гендерной и классовой иерархии.

## Империя
В георгианский период велись постоянные войны, главным образом против Франции. Основные эпизоды включали Семилетнюю войну, известную в Америке как Война с французами и индейцами (1754—1763), Войну за независимость США (1775—1783), Французские революционные войны (1792—1802), Ирландское восстание 1798 года и наполеоновские войны (1803—1815). Британцы выиграли большинство войн, за исключением Американской революции, где совокупный вес Соединённых Штатов, Франции, Испании и Нидерландов сокрушил Великобританию, которая оказалась одна без союзников.

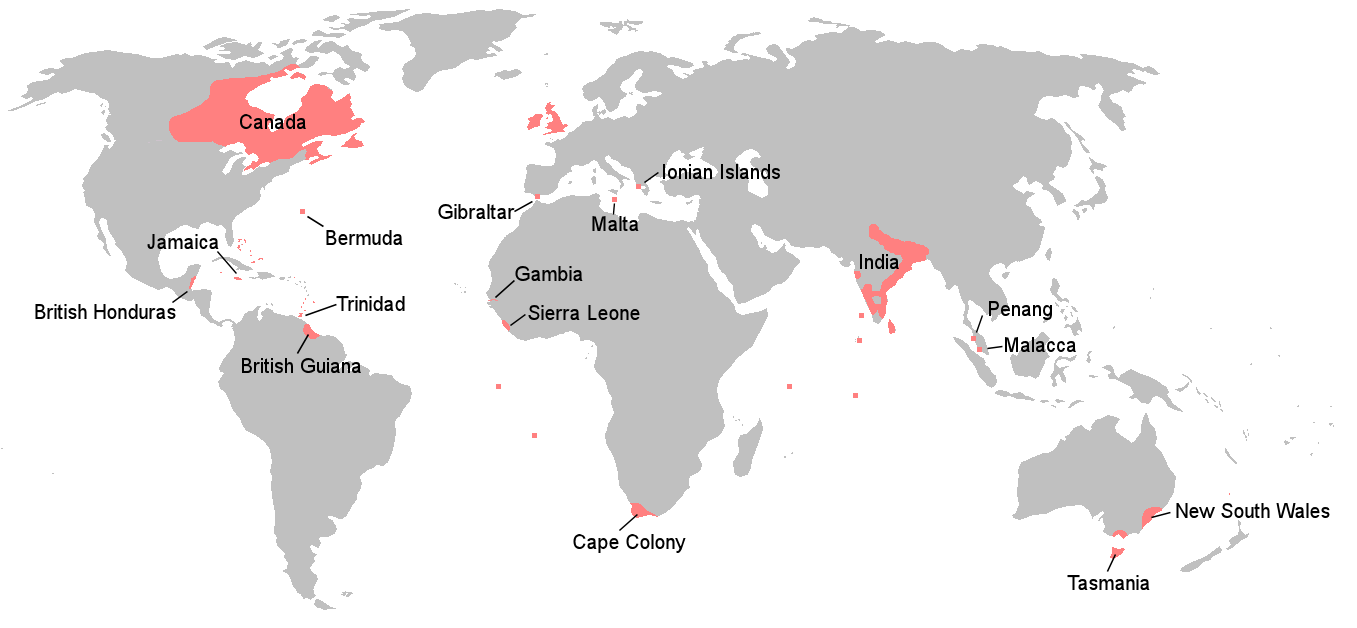
Британская империя в конце наполеоновских войн в 1815 году.

Потеря 13 американских колоний стала национальной катастрофой. Комментаторы внутри страны и за рубежом рассуждали о конце Британии как великой державы. В Европе войны с Францией затянулись почти на четверть века, с 1793 по 1815 год. Для борьбы с ней Британия организовывала коалицию за коалицией, используя свою превосходную финансовую систему для субсидирования сухопутных сил и наращивала свой военно-морской флот для сохранения контроля над морями. Победа над Наполеоном в Трафальгарском сражении (1805) и битве при Ватерлоо (1815) под командованием адмирала лорда Нельсона и герцога Веллингтона сделали Великобританию сильней в мире и вызвали в стране чувство триумфа и политической реакции.
Расширение империи в Азии было прежде всего делом Британской Ост-Индской компании, особенно в годы руководства Роберта Клайва. Капитан Джеймс Кук был, пожалуй, самым выдающимся из многих исследователей и географов, использовавших ресурсы Королевского флота для развития Империи и совершения множества научных открытий, особенно в Австралии и Тихоокеанском регионе. Вместо того, чтобы пытаться вернуть утраченные колонии в Северной Америке, британцы создали в Азии практически новую Вторую Британскую империю, которая процветала в последующие викторианскую и эдвардианскую эпохи.

### Торговая нация

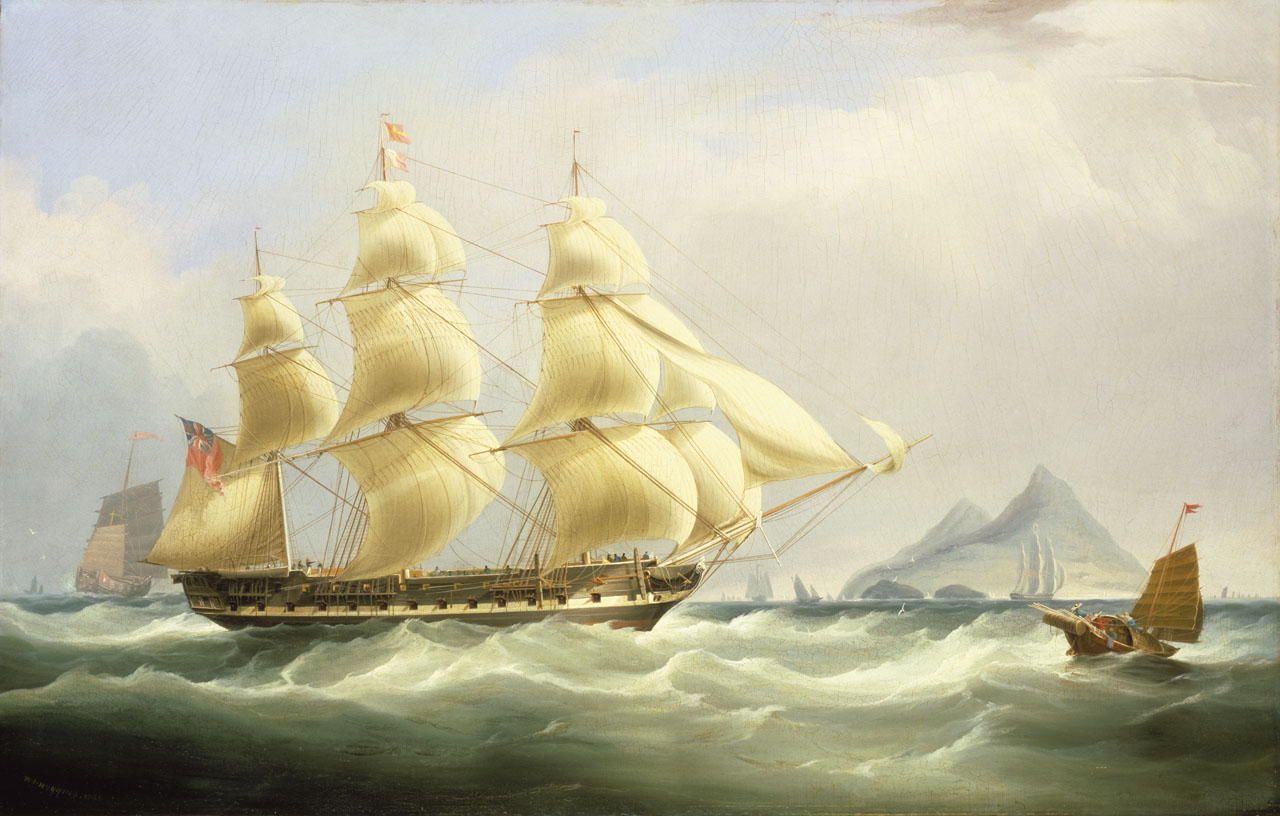
Ост-индский корабль в Китайских морях.

Георгианская эпоха была процветающей, поскольку британские предприниматели расширили сферу своей деятельности по всему миру. К 1720-м годам Британия была одной из самых процветающих стран мира, и Даниэль Дефо хвастался:

мы — самая «прилежная нация в мире. Обширная торговля, богатая промышленность, огромное богатство, всеобщая переписка и счастливый успех были постоянными спутниками Англии и дали нам титул трудолюбивого народа».
Оригинальный текст (англ.)we are the most "diligent nation in the world. Vast trade, rich manufactures, mighty wealth, universal correspondence, and happy success have been constant companions of England, and given us the title of an industrious people

В то время как другие крупные державы были в первую очередь заинтересованы в территориальных завоеваниях и защите своих династий (таких как династии Габсбургов и Бурбонов, а также Дом Гогенцоллернов), у Британии был другой набор основных интересов. Его главной дипломатической целью (помимо защиты страны от вторжения) было создание всемирной торговой сети. Для этого требовался гегемонистский Королевский флот, настолько мощный, чтобы ни один соперник не мог смести его корабли с мировых торговых путей или вторгнуться на Британские острова. Правительство в Лондоне расширило частный сектор, объединив многочисленные лондонские компании, финансируемые из частных источников, для открытия импортно-экспортных предприятий по всему миру. Каждой из этих компаний была предоставлена монополия на торговлю с географическим регионом. Первым подобным предприятием стала Московская компания, созданная в 1555 году для торговли с Россией. Позднее были основаны Ост-Индская компания для торговых операций в Индии, Компания Гудзонова залива для скупки пушнины у канадских индейцев, Королевская Африканская компания для торговли золотом, слоновой костью и рабами в Африке. Участие Великобритании в каждой из четырёх крупных войн с 1740 по 1783 год щедро окупилось с точки зрения торговли. Даже потеря 13 колоний была компенсирована очень благоприятными торговыми отношениями с бывшими колониями. Британцы завоевали господство в торговле с Индией и в значительной степени доминировали в весьма прибыльной торговле рабами, сахаром и прочим из Западной Африки и Вест-Индии. Следующим на повестке дня должен был стать Китай. Другие державы создали аналогичные монополии, но в гораздо меньших масштабах; только Нидерланды уделяли столь же большое внимание торговле, как и Англия.

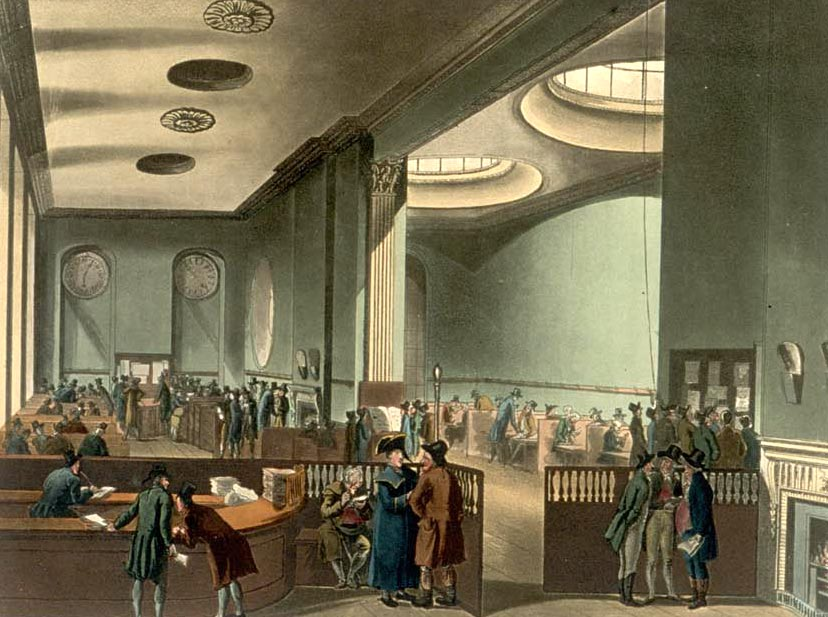
Абонентский зал лондонского Lloyd’s в начале XIX века.

Меркантилизм был основной политикой, навязанной Великобританией своим колониям, в рамках которого правительство и купцы становились партнёрами с целью увеличения политической власти и частного богатства, исключая другие империи. Колонии были зависимыми рынками для британской промышленности, и их целью было обогащение метрополии. Правительство защищало своих торговцев — и не допускало других — с помощью торговых барьеров, правил и субсидий отечественной промышленности, чтобы максимизировать экспорт и минимизировать импорт в страну и в колонии. Подобная политика вызывала недовольство как других стран, так и жителей колоний. Правительству пришлось бороться с контрабандой, которая стала излюбленным методом американцев в XVIII веке для обхода ограничений на торговлю с французами, испанцами и голландцами. Целью меркантилизма было создание профицита торгового баланса, чтобы золото и серебро хлынули в Лондон. Правительство получало свою долю через пошлины и налоги, а остальная часть доставалась купцам в Британии. Правительство тратило большую часть своих доходов на большой и мощный Королевский флот, который не только защищал британские колонии, но и угрожал колониям других империй, а иногда и захватывал их.
Большинство компаний получили хорошую прибыль, и в Индии были созданы огромные личные состояния, но произошло одно крупное фиаско, которое повлекло за собой большие убытки. Компания Южных морей представляла собой коммерческое предприятие, основанное в 1711 году британским казначеем Робертом Харли. Акционерам было обещано асьенто — исключительное право на торговлю рабами с испанской частью Южной Америки. В обмен на привилегии компания обещала выкупить государственный долг, существенно увеличившийся в ходе войн герцога Мальборо. В 1720 году Компания Южных морей четыре раза выпускала акции, сумев привлечь около 8000 инвесторов. Курс её акций рос каждый день, увеличившись со 130 фунтов за акцию до 1000 фунтов, а инсайдеры получали огромную бумажную прибыль. Пузырь рухнул в одночасье, разорив многих спекулянтов. Расследования показали, что взятки дошли до высоких постов — даже до короля. Будущему премьер-министру Роберту Уолполу удалось свернуть его с минимальным политическим и экономическим ущербом, хотя некоторые, понеся огромные потери, бежали или покончили жизнь самоубийством.

## Политические и социальные волнения

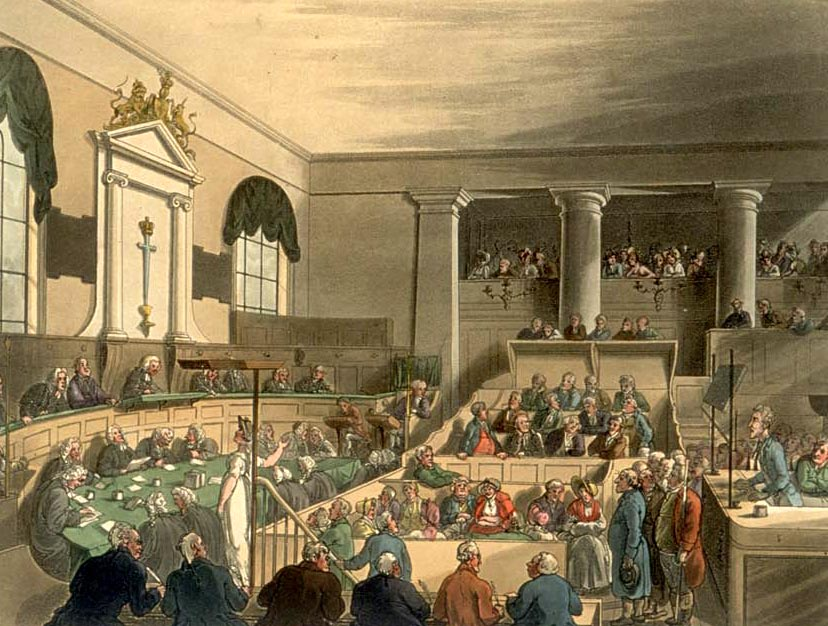
Суд в Олд-Бейли (1808 года).

Георгианская эпоха началась с беспорядков якобитов толпы и приверженцев Высокой церкви, недовольных установлением ганноверской династии, которые включали нападения на места отправления культа диссентеров. К ним относятся коронационные беспорядки 1714 года, которые произошли в день коронации Георга I, и беспорядки весной 1715 года, которые предваряли восстание якобитов осенью того же 1715 года. В ответ парламент принял Акт о беспорядках, который предоставил властям большие полномочия по подавлению волнений.
Хотя в Британии XVIII века религиозная терпимость была широко распространена по стандартам континентальной Европы, враждебность к религиозным меньшинствам всё же присутствовала и иногда выражалась в беспорядках. Акт о натурализации евреев (1753), принятый в 1753 году, был отменён уже через год из-за широкой оппозиции, а бунт лорда Гордона 1780 года в Лондоне был направлен против католиков после того, как Акт о папистах 1778 года расширил участие католиков, а также разрешил им служить в армии, приобретать землю, содержать школы и отменил преследование священников. Во время Бирмингемских беспорядков 1791 года толпа преследовала инакомыслящих, в том числе видного радикала Джозефа Пристли.
Чёрный акт 1723 года, продвигаемый Робертом Уолполом, ужесточил уголовный кодекс в интересах высшего класса. В нём перечислено более 200 преступлений, караемых смертной казнью, во многих случаях было предусматрено ужесточение наказания. Например, понятие поджога было расширено и теперь включало поджоги или угрозу поджога стогов сена. Юридические права обвиняемых были иными, чем сегодня. Например, подозреваемые, отказавшиеся сдаться в течение 40 дней, могли быть признаны виновными в порядке упрощённого производства и приговорены к смертной казни в случае задержания. Местные жители подвергались наказанию, если им не удавалось найти, привлечь к ответственности и осудить предполагаемых преступников из-за роста преступности в то время.

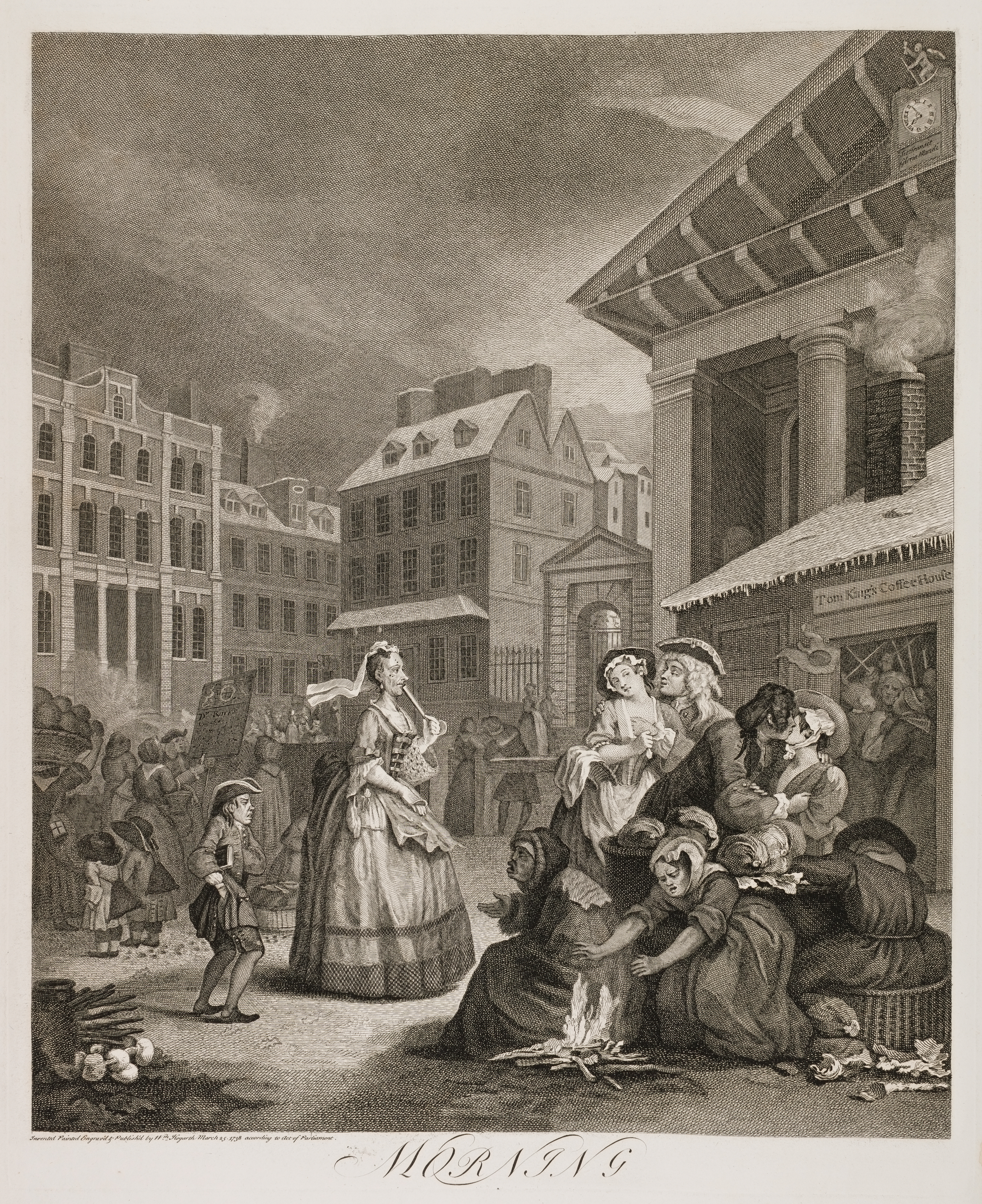
Жизнь на улицах Лондона на гравюре Уильяма Хогарта (1738).

В 1802 году английский публицист, памфлетист и историк Уильям Коббет, близкий к радикалам, начал издание еженедельника The Political Register, в котором подвергал резкой критике социальную и политическую систему современной ему Англии, тем самым снискав себе огромную популярность и влияние в демократических кругах. В свою очередь, враги прозвали его газету The Two Penny Trash (с англ. — «Двухпенсовый мусор»). За критику правительства Коббетт в 1809 году был приговорён к двум годам тюремного заключения, а в 1817, после приостановления действия Habeas Corpus, эмигрировал в США, вернувшись через два года.
Широкое распространение в Англии, в первую очередь на промышленном северо-западе, первой четверти XIX века получили стихийные протесты против внедрения машин в ходе промышленной революции в Англии, начавшиеся ещё в XVIII веке. Их участники, известные как луддиты, полагали что машины оставляют людей без средств к существованию и разрушает привычный образ жизни, заменяя домашнюю промышленность фабриками. Часто протест выражался в погромах и разрушении машин и оборудования.

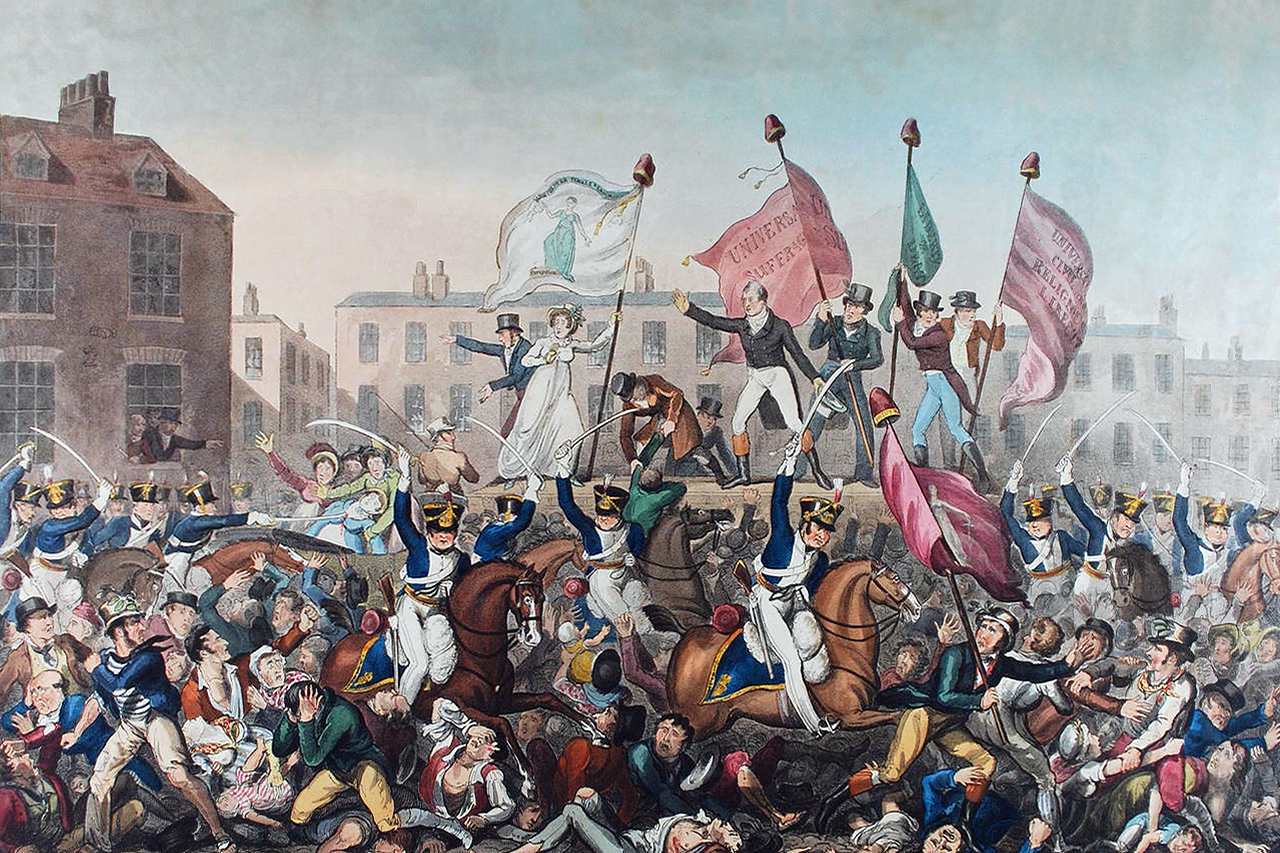
Манчестерская бойня на картине Ричарда Карлайла.

С окончанием войн с Францией в 1815 году Великобритания вступила в период большей экономической депрессии и политической неопределённости, характеризующийся ростом социального недовольства и волнений. В марте 1817 года 400 прядильщиц и ткачей из Ланкашира решили пройти маршем из Манчестера в Лондон, чтобы передать принцу-регенту с петицией по поводу отчаянного положения текстильщиков и против недавнего приостановления действия Habeas Corpus, но были жестоко разогнаны, а их лидеры заключены в тюрьму. «Марш ткачей» стал частью серии протестов и призывов к реформам, кульминацией которых стала бойня в Петерлоо в 1819 году, которая началась как митинг протеста, собравший 60 000 человек, выступавших за всеобщее избирательное право для мужского населения, но был разогнан военными, в результате чего были убиты не менее 11 человек и более 400 ранены. После резни в Петерлоо в декабре 1819 года власти Соединённого Королевства с целью предотвращения любых беспорядков в будущем приняли новое законодательство, так называемые Шесть актов, направленные на подавление любых собраний с целью радикальной реформы.
Отчёты секретных комитетов, подготовленные для британского кабинета министров в 1817 году, указывали на существование организованной сети тайных политических обществ, особенно в производственных районах. Премьер-министр лорд Ливерпуль сказал Пилу, что недовольство в стране кажется даже хуже, чем в 1794 году. Из-за в значительной степени предполагаемой угрозы было приостановлено действие Habeas Corpus как в Великобритании (1817), так и в Ирландии (1822). В 1820 году властям удалось разоблачить заговор на Като-стрит. Заговорщики намеревались свергнуть правительство, для чего планировали убить всех членов кабинета министров во главе с лордом Ливерпулем. С помощью информатора полиции удалось сорвать планы заговорщиков и арестовать тринадцать человек, ещё один был убит. Пятеро заговорщиков были казнены, пятеро были отправлены в Австралию. Неизвестно, насколько широко был распространён заговор на Като-стрит. Это было время волнений; слухов было много. Британский социальный историк Малкольм Чейз отметил, что «лондонско-ирландское сообщество и ряд тред-юнионов, особенно сапожников, были готовы оказать поддержку, в то время как волнения и осведомлённость о запланированном восстании были широко распространены на промышленном севере и в Клайдсайде».

## Георгианская эпоха и Просвещение

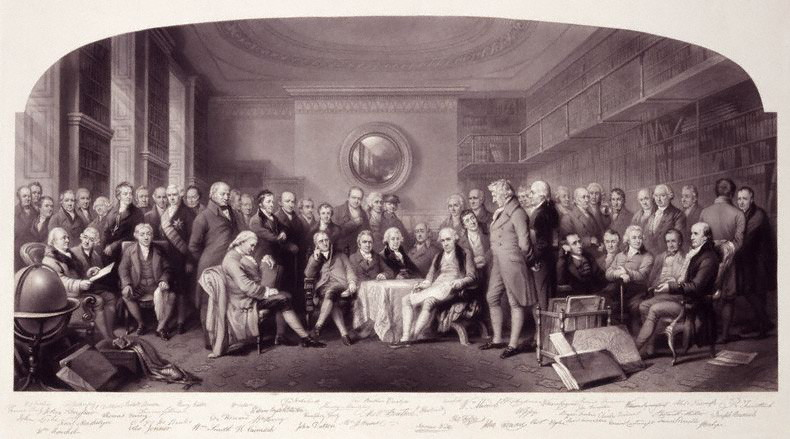
Выдающиеся деятели британской науки Георгианской эпохи..

Историки уже давно исследуют важность шотландского, а также американского Просвещения, одновременно обсуждая само существование английского Просвещения.

### Шотландское Просвещение
Английский историк Питер Гэй утверждает, что шотландское Просвещение «представляло собой небольшую и сплочённую группу друзей — Дэвида Юма, Адама Смита, Адама Фергюсона и других — которые близко знали друг друга и постоянно разговаривали друг с другом». Образование было приоритетом в по большему счёту пресвитерианской Шотландии, как на местном уровне, так и особенно в четырёх университетах (Сент-Эндрюс, Глазго, Эдинбург и Абердин). Культура Просвещения была основана на внимательном чтении новых книг и интенсивных дискуссиях, которые ежедневно происходили в таких интеллектуальных местах в Эдинбурге, как «Избранное общество», позже в Покерном клубе, а также в четырёх древних университетах Шотландии. Разделяя гуманистические и рационалистические взгляды европейского Просвещения того же периода, мыслители шотландского Просвещения утверждали важность человеческого разума в сочетании с отказом от любого авторитета, который не мог быть оправдан разумом. В Шотландии эпоха Просвещения характеризовалась радикальным эмпиризмом и практичностью, где главными ценностями были совершенствование, добродетель и практическая польза для человека и общества в целом. Среди областей, которые быстро развивались, были философия, экономика, история, архитектура и медицина. Среди лидеров шотландского Просвещения были Фрэнсис Хатчесон, Дэвид Юм, Адам Смит, Дугалд Стюарт, Томас Рид, Уильям Робертсон, Генри Хоум, лорд Кеймс, Адам Фергюсон, Джон Плейфэр, Джозеф Блэк и Джеймс Геттон.

### Английское Просвещение

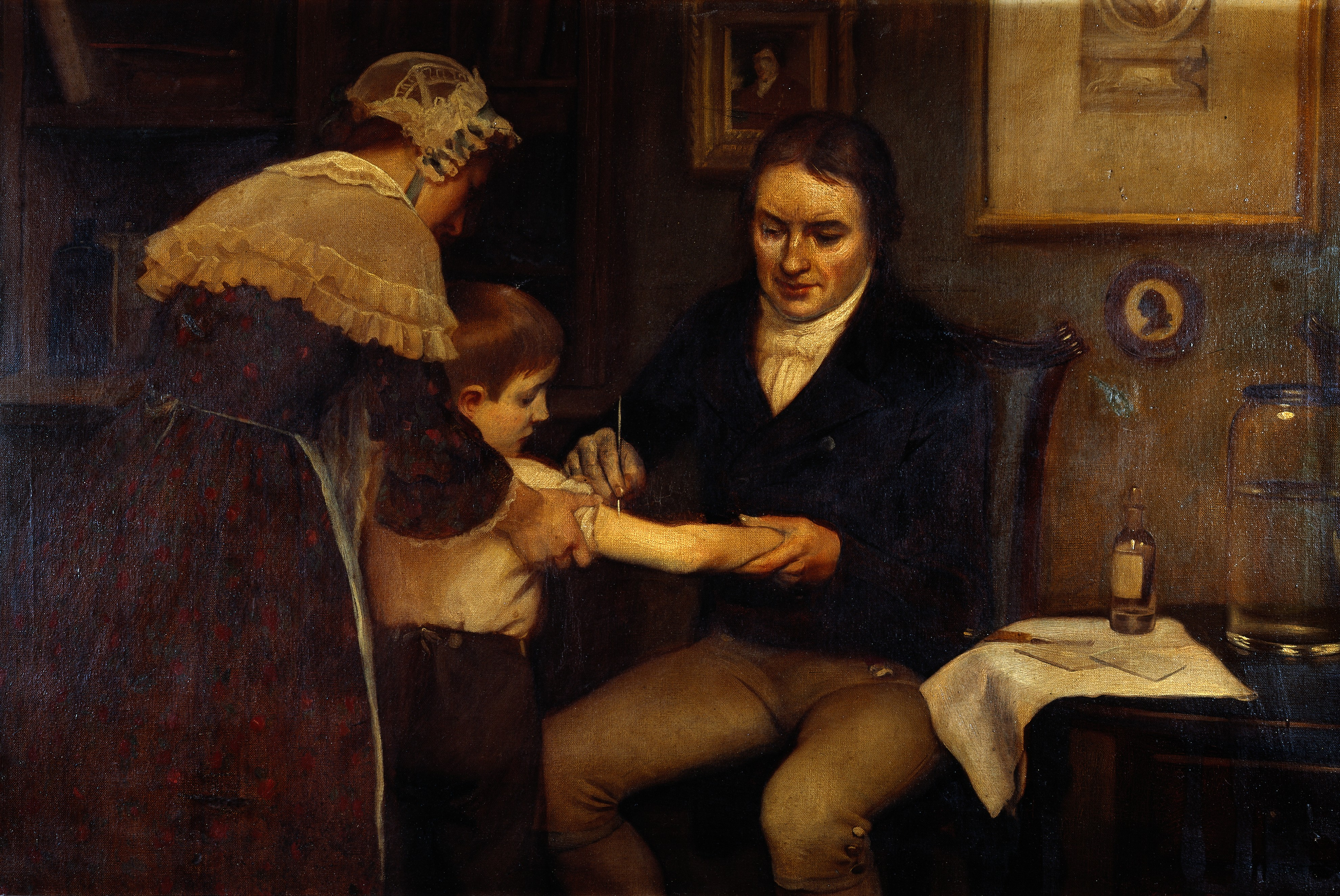
Эдвард Дженнер делает свою первую вакцинацию в 1796 году.

Само существование английского Просвещения обсуждалось учёными. Большинство учебников и стандартных обзоров не оставляют места английскому Просвещению. Некоторые европейские исследования включают Англию, другие игнорируют её, но включают освещение таких крупных интеллектуалов, как публицист и поэт Джозеф Аддисон, историк Эдвард Гиббон, педагог Джон Локк, учёный Исаак Ньютон, поэт Александр Поуп и художник Джошуа Рейнольдс.
По словам английского историка Дерека Херста, в 1640-х и 1650-х годах произошло возрождение экономики, характеризующееся ростом производства, разработкой финансовых и кредитных инструментов и коммерциализацией средств связи. Дворяне находили время для досуга, например, скачек и боулинга. Важными нововведениями в высокой культуре стали развитие массового рынка музыки, расширение научных исследований и издательского дела. Все тенденции подробно обсуждались в недавно открытых кофейнях.
Британский историк Рой Портер утверждает, что причиной пренебрежения было предположение о том, что движение было в первую очередь вдохновлено французами, что оно было в значительной степени нерелигиозным или антиклерикальным и открыто бросало вызов установленному порядку. Портер признает, что после 1720-х годов Англия могла претендовать на то, что её мыслители равнялись Дидро, Вольтеру или Руссо. Действительно, ведущие английские интеллектуалы, такие как Эдвард Гиббон, Эдмунд Бёрк и Сэмюэл Джонсон, были весьма консервативны и поддерживали порядок. Портер говорит, что причина заключалась в том, что Просвещение рано пришло в Англию и добилось такого успеха, что культура быстро приняла политический либерализм, философский эмпиризм и религиозную терпимость, за которые интеллектуалам на континенте приходилось бороться, несмотря на сильные препятствия. Культура кофеен создала идеальные условия для просвещённой беседы. Более того, Англия отвергла коллективизм континента и подчеркнула совершенствование личности как главную цель просвещения.

### Наука и медицина
Британская элита спонсировали многочисленных учёных, помогая им делать крупные открытия. Естествоиспытатель Джозеф Пристли исследовал электричество. Химик Генри Кавендиш открыл водород в 1772 году. Врач, химик и ботаник Даниель Резерфорд выделил азот в 1774 году, а Пристли открыл кислород и аммиак. Антиквары и археологи составили карту прошлого. В медицине в 1717 году леди Мэри Уортли Монтегю представила в Британии прививку от оспы, и к 1740 году она получила широкое распространение. В 1721 году была основана Больница Гая для «неизлечимых больных»; в 1729 году открылся Королевский лазарет Эдинбурга (первая добровольная больница в Шотландии); в 1739 году — Родильный дом королевы Шарлотты (один из первых родильных домов Европы), а в 1745 году Больница Миддлсекс, при которой уже в 1746 году была открыта медицинская школа. Были открыты приюты для душевнобольных, в частности больница Бетель в Норидже (1713); палата для неизлечимых сумасшедших в больнице Гая (1728); и больницы для сумасшедших в Манчестере (1766) и Йорке в (1777). Больница в Йорке был первым, названной приютом.

## Окончание
Историки спорят о том когда закончилась Георгианская эпоха, обычно указывая на смерть Георга IV в 1830 году или Вильгельма IV в 1837 году. В большинстве социальных и культурных тенденций время было разным. Появление романтизма и литературы началось ещё в 1780-х годах, но религиозные изменения заняли гораздо больше времени и были неполными даже примерно столетие спустя. В 1830-е годы произошли важные события, такие как появление Оксфордского движения в религии и упадок классической архитектуры. Викторианцы обычно не одобряли времена предыдущей эпохи. К концу XIX века понятие «георгианская эпоха» стала синонимом выродившейся культуры. Чарльз Эбби в 1878 году утверждал, что англиканская церковь:

...разделяла общую убогость эпохи; это была эпоха великого материального процветания, но нравственной и духовной нищеты, какой едва ли можно найти в нашей истории. Корыстные мотивы должны были преобладать повсюду, как в Церкви, так и в государстве.
Оригинальный текст (англ.)partook of the general sordidness of the age; it was an age of great material prosperity, but of moral and spiritual poverty, such as hardly finds a parallel in our history. Mercenary motives were to predominate everywhere, in the Church as well as in the state.

## Хронология
1714

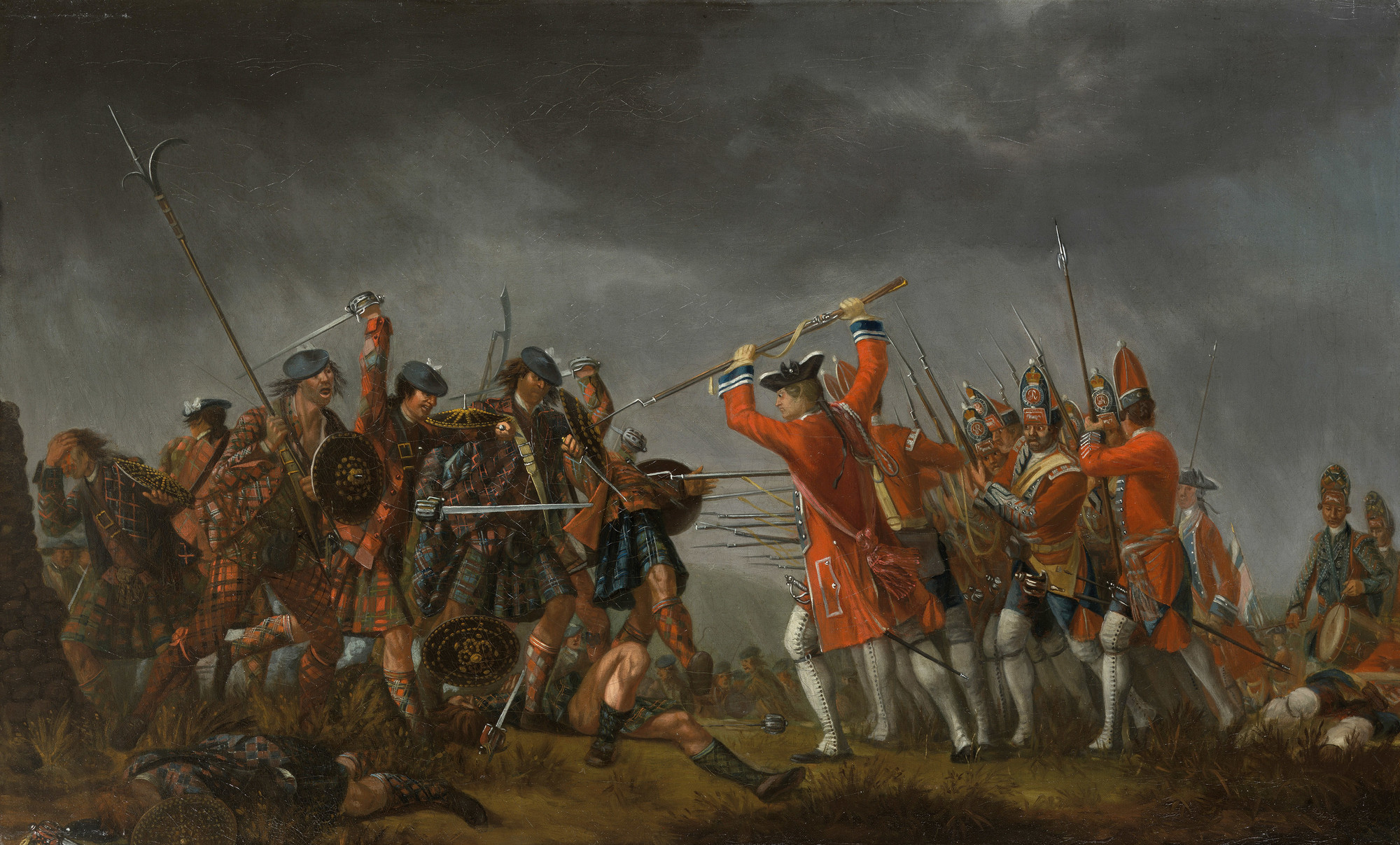
Кульминация битвы при Каллодене, поставившей точку во втором якобитском восстании. Картина Дэвида Морье.

После смерти королевы Анны, её троюродный брат Георг Людвиг, курфюрст Ганновера, становится новым королём Великобритании и Ирландии Георгом I. В истории Великобритании начинается период правления Ганноверской династии и Георгианская эпоха.
1715
Партия вигов побеждает на выборах в Палату общин Великобритании, положив начало периоду господства вигов, продолжавшемуся почти пятьдесят лет, в течение которого тори были почти полностью отстранены от власти.
1727
11 июня умирает Георг I. Новым королём становится его сын, Георг II.
1745
Вопользовавшись тем, что основные силы британской армии были задействованы в Войне за австрийское наследство Карл Эдуард Стюарт поднимает восстание, которое закончилось в 1746 году поражением якобитов.
1760
25 октября умирает Георг II, на трон восходит его внук, Георг III.
1763
Британия побеждает Францию в Семилетней войне, одном из самых масштабных конфликтов Нового времени. Парижский договор 1763 года предоставил Британии обширные владения в Северной Америке, Индии и Вест-Индии.
1765
Выросший в результате Северной войны почти в 2 раза государственный долг Великобритании, побудил Парламент принять Гербовый акт, увеличивший налоги в заморских колониях, что вызвало массовые волнения в Тринадцати колониях Северной Америки.
1769-1770
Австралия и Новая Зеландия объявлены британскими колониями.
1773
Британский парламент принимает Акт об огораживании, который привёл к огораживанию земель и отмене права общего доступа к земле и положило начало внутренней массовой миграции сельской бедноты из деревни в города.
1775
В Тринадцати колониях начинается война за независимость; все королевские чиновники изгнаны.
1776
Тринадцать колоний Северной Америки провозгласили свою независимость, объединившись в новое государство — США.
1777

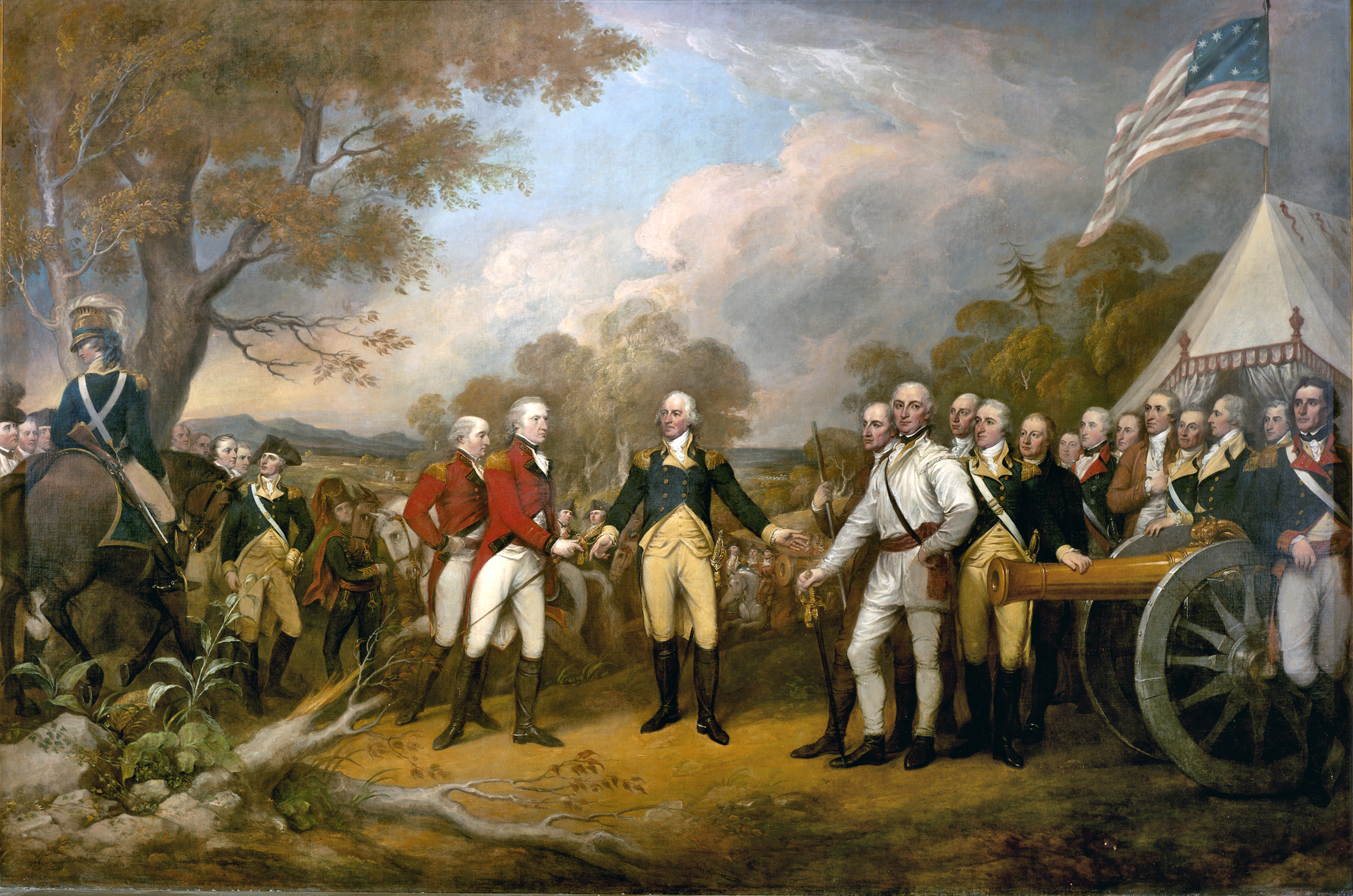
Капитуляция генерала Бергойна в Саратоге в 1777 году.

Несмотря на решимость короля Георга III вернуть контроль над потерянными колониями, война идёт неудачно. Саратогская кампания завершается капитуляцией основных сил британской армии под командованием генерала Бергойна. Успехи восставших колонистов побуждают Францию увеличить помощь американцам.
1778
Франция заключает военный союз с США и объявляет войну Великобритании; Нидерланды и Испания поддерживают Францию; у Британии нет серьёзных союзников.
1781
В октябре британская армия в Америке под командованием лорда Корнуоллиса сдается главнокомандующему Континентальной армией Джорджу Вашингтону после поражения в Йорктаунской кампании. Французский флот контролирует моря.
1782
Доминикское сражение, самое крупное морское сражение XVIII века, закончилось победой британцев под командованием адмирала сэр Джордж Родни над французами вице-адмирала графа де Грасса, что позволило Королевскому флоту взять под контроль Вест-Индию.
1783
Великобритания официально признала независимость своих бывших американских колоний в Парижском договоре. Географические условия очень щедры по отношению к американцам, и ожидается, что англо-американская торговля станет иметь большое значение.
1788
В Австралии основана колония Новый Южный Уэльс, которая 80 лет будет служить местом каторги и ссылки.
1789
Томас Роберт Мальтус, англиканский священнослужитель и учёный, опубликовал книгу «Опыт закона о народонаселении», положив начало мальтузианству, согласно которому необходим контроля рождаемости, чтобы избежать голода и вызванных им солциальных потрясений.
1801
1 января вступил в силу Акт об Унии 1800 года, объединивший королевства Великобритании и Ирландии в Соединённое Королевство Великобритании и Ирландии.
1807
Во многом благодаря двадцатилетней парламентской кампании Уильяма Уилберфорса принят Акт об отмене работорговли, сделавший работорговлю незаконной на всей территории Британской империи.
1811
Принц Уэльский Георг становится принцем-регентом при своём впавшем в безумие отце Георге III. Этот девятилетний подпериод георгианской эпохи известен как эпоха Регентства.
1815
Император французов Наполеон I терпит поражение от Седьмой коалиции под командованием герцога Веллингтона в битве при Ватерлоо, что положило конец основанной им Французской империи.
1819
Происходит бойня при Петерлоо, которая положила начало политике подавление реформистского движения в Великобритании. Правительство поручило полиции и судам преследовать радикальных политиков, журналистов и прессу.
1820
29 января умирает Георг III и на престол Соединённого Королевства восходит его сын Георг IV, реально управлявший страной с 1811 года в качестве принца-регента при своём тяжелобольном отце.
1830
26 июня умирает Георг IV. Некоторые историки считают это концом георгианской эпохи, в то время как другие продолжают эту эпоху на относительно недолгое правление его младшего брата, ставшего королём Вильгельмом IV.
1833
Парламент под влиянием Уильяма Уилберфорса и евангелистского движения принимает Акт об отмене рабства, который предусматривал постепенную отмену рабства в большинстве частей Британской империи. С рабовладельцами щедро расплачиваются.
1837
20 июня умирает Вильгельм IV. Так как его законные дети умерли, британский престол унаследовала его племянница, королева Виктория. Великобритания вступает в викторианскую эпоху.

### Историография и мемуары
- Boyd, Hilton. A Mad, Bad, and Dangerous People?: England 1783—1846 (2008) 783pp; wide-ranging survey with emphasis on historiography
- Bultmann, William A. «Early Hanoverian England (1714-60): Some Recent Writings.» Journal of Modern History 35.1 (1963): 46-61 online in JSTOR; also reprinted in Elizabeth Chapin Furber, ed. Changing views on British history: essays on historical writing since 1939 (Harvard UP, 1966), pp. 181–205.
- Dixon, Nicholas, "From Georgian to Victorian, " History Review, (Dec 2010), Issue 68
- O’Gorman, Frank. «The Recent Historiography of the Hanoverian Regime.» Historical Journal 29#4 (1986): 1005—1020. online
- Reitan, E. A. (ed.) (1964). George III, Tyrant Or Constitutional Monarch?. scholarly essays
- Simms, Brendan and Torsten Riotte, eds. The Hanoverian Dimension in British History, 1714—1837 (2009) online, focus on Hanover
- Snyder, Henry L. «Early Georgian England», in Richard Schlatter, ed., Recent Views on British History: Essays on Historical Writing since 1966 (Rutgers UP, 1984), pp. 167–196, historiography